# Нивна (річка)
Ни́вна — річка в Україні, у Житомирському та Звягельському районах Житомирської області. Права притока Случі (басейн Чорного моря). 
Довжина 27 кілометрів, площа басейну - 126 км², похил річки - 2,1 м/км.  
Бере початок біля села Червоні Хатки, тече на північний захід, впадає у Случ на сході від села Вірля за 245 км від її гирла.

## Притоки
- Сарнівка — права притока
- Брещівка — права притока у Звягельському районі. Бере початок у Мар'янівці. Тече переважно на південний захід і на південному сході від Ялишіва впадає у річку Нивну.[1][2][3]
- Явенка — права притока у Звягельському районі. Бере початок у межах села Мар'янівка[4]. Тече на північний захід через село Явне і впадає у Нивну на західній його околиці[5][6]. Довжина річки приблизно 7 [6]км. Висота витоку річки над рівнем моря — 229 м; висота гирла над рівнем моря — 221 м; падіння річки — 8 м; похил річки — 0,89 м/км. Ширина русла річки — 1,5-3 м. Русло помітно замулене, заросле водною рослинністю, кущами, в деяких місцях майже не проглядається. Ліси вздовж річки віднесено до категорії захисних.[7]. Черепашки молюсків ставковик звичайний (Lymnaea stagnalis) в цій річці та деяких інших водоймах Житомирщини мають досить виражену корозію рогового шару[8].
- Голубинка — ліва притока.

## Населені пункти
На річці розташовано кілька сіл двох районів: Ялишів, Лісове, Нивна, Залужне та Червоні Хатки. 